# Karpass
Le karpass (hébreu : כרפס, du grec ancien : καρπός karpos « légume frais ») est l’un des mets consommés lors du rituel de la Pâque juive, après le premier lavage des mains.
On prend du karpass c'est-à-dire du persil, des radis ou des pommes de terre chacun selon sa tradition familiale, on le trempe dans l'eau salée et l'on dit la bénédiction "Boreh peri haadama" en ayant soin d'en manger moins de 30 g et en pensant à soustraire, par cette bénédiction, les herbes amères (étape du maror) que l'on consommera après. Le karpass a pour but de susciter la curiosité des enfants et de les inciter à relever ces différences comme se laver les mains après la sanctifiction sur le vin ou le trempage d'un légume dans l'eau salée.

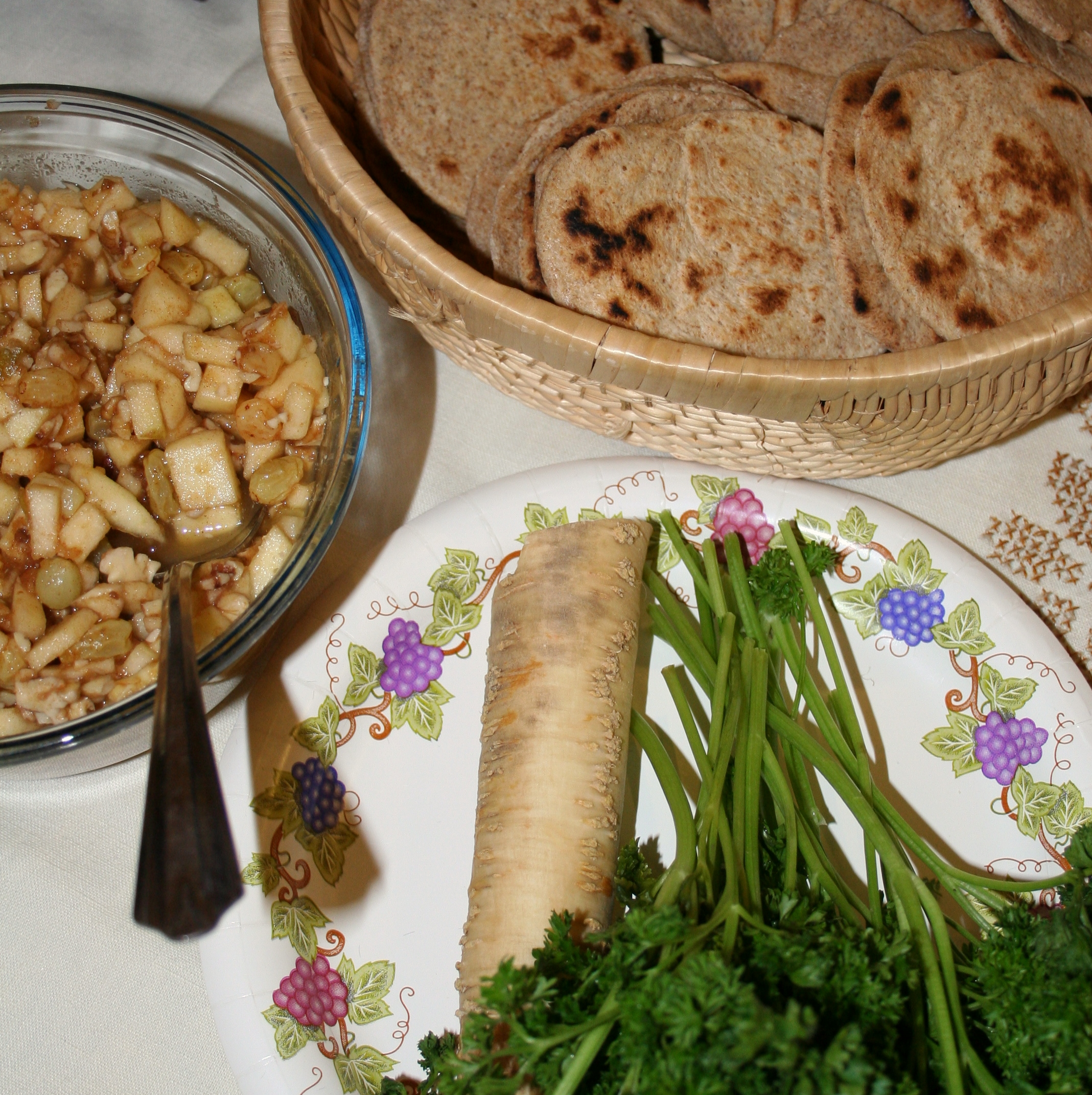
Karpass (ici du persil), sur la table du Seder, avec de la matza (pain non levé), maror (herbes amères, ici du raifort) et du harosset, un mélange fait à base de noix et fruits